# Jorge Lasset dos Santos
Jorge Lasset dos Santos Costa, né le 5 août 1987 à São Tomé à Sao Tomé-et-Principe, est un footballeur international santoméen. Il évolue au poste de défenseur.

## Biographie
Il intègre l'équipe de Sao Tomé-et-Principe lors des Qualifications à la Coupe d'Afrique des nations 2013. Son premier match avec cette équipe, le 29 février 2012, contre le Sierra Leone, lui permet de marquer son premier but (2-1).

## Palmarès
- Champion de Sao Tomé-et-Principe en 2013 et 2015 avec Praia Cruz
- Vainqueur de la Coupe de Sao Tomé-et-Principe en 2015 avec Praia Cruz

## Statistiques

### Buts internationaux
|    | Date            | Lieu                                                          | Adversaire   | Score | Résultat | Compétition            |
| -- | --------------- | ------------------------------------------------------------- | ------------ | ----- | -------- | ---------------------- |
| 1. | 29 février 2012 | Estádio Nacional 12 de Julho, São Tomé (Sao Tomé-et-Principe) | Sierra Leone | 1     | 2-1      | Éliminatoires CAN 2013 |